# Lauzun
Lauzun é uma comuna francesa na região administrativa da Nova Aquitânia, no departamento Lot-et-Garonne. Estende-se por uma área de 23,94 km². Em 2010 a comuna tinha 758 habitantes (densidade: 31,7 hab./km²).